# Roodbruin uitbreekkommetje
Het roodbruin uitbreekkommetje (Pyrenopeziza millegrana) is een schimmel uit de familie Ploettnerulaceae. Het leeft saprotroof op stengels van kruidachtige planten. Het komt voor in rietlanden en oevervegetatie.

## Verspreiding
In Nederland komt het roodbruin uitbreekkommetje uiterst zeldzaam voor.